# Csikóváraljai turistaház
A Csikóváraljai turistaház egy turisztikai létesítmény a Visegrádi-hegységben, Pomáz közigazgatási területén.

## Megközelítése
Az 1111-es út felől közelíthető meg, amelyről a Csobánkára vezető 1109-es út elágazásától szűk 1 kilométerre nyugatra kell letérni, északi irányban; onnan további néhány száz méter után, murvaszórásos erdei úton érhető el a turistaház.

## Látnivalók a környéken
A csikóvári térségben többféle látnivaló is található, amelyek elméletileg a turistaházhoz vonzhatnák a kirándulni szeretőket. Találhatók errefelé kalandosan bejárható, mély szurdokvölgyek, mint a kb. 2 kilométerre nyugatra húzódó Holdvilág-árok vagy előbbitől még kicsit nyugatabbra a Salabasina-árok, magas hegycsúcsok, mint a Nagy-Csikóvár, a Bölcső-hegy, a Lom-hegy stb., épített turisztikai létesítmények, mint a Janda Vilmos-kulcsosház, több forrás – a legközelebbi alig egy kilométerre a turistaháztól –, sőt még olyan különleges, hegyvidéki vizes élőhelyek is, mint a csikóvári Tólakok.
A turistaház működése régóta hektikus, de a létesítmény nyitva- vagy zárvatartásától függetlenül több turistajelzés is érinti annak környezetét és nagy kiterjedésű parkolóját, ahonnan pedig ezek az említett turisztikai célpontok mind megközelíthetők.